# Araneus acuminatus
Araneus acuminatus är en spindelart som först beskrevs av Ludwig Carl Christian Koch 1872.  Araneus acuminatus ingår i släktet Araneus och familjen hjulspindlar. Inga underarter finns listade i Catalogue of Life.

## Bildgalleri

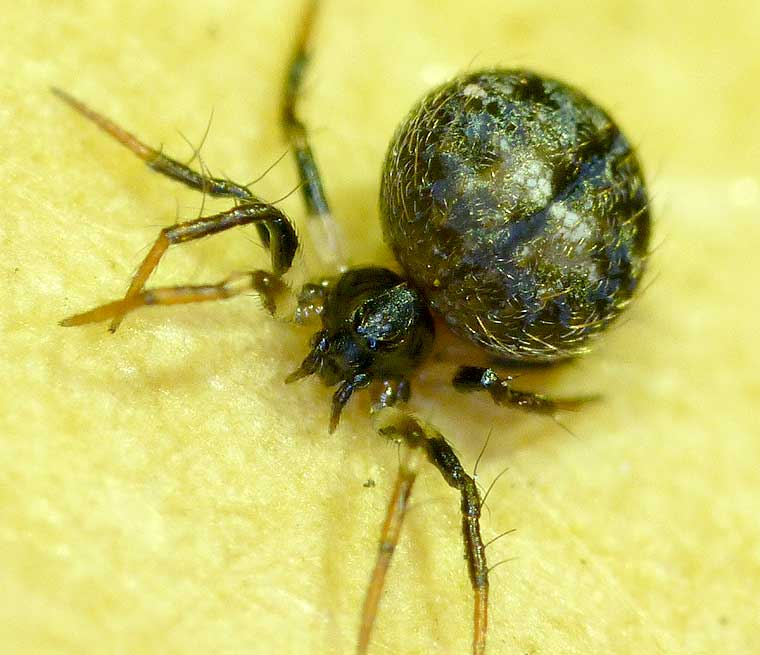